# Dirk Inzé
Dirk Inzé, né le 19 octobre 1957 à Hamme (province de Flandre-Orientale), est un biologiste moléculaire belge. Il est professeur à l'université de Gand.

## Biographie
En 2002, Dirk Inzé succède à Marc Zabeau (en) comme directeur scientifique du département Plant Systems Biology du Institut flamand de biotechnologie (nl) (VIB). Ses recherches portent sur les réseaux moléculaires qui sous-tendent le rendement et la croissance organique à la fois sous les conditions normales que sous de légères conditions de sécheresse pour la culture de l'arabidopsis et du maïs en C4. Il est également membre de l'Organisation européenne de biologie moléculaire (EMBO).

## Prix et distinctions
- 1994 : prix Körber
- 2005 : prix Francqui en sciences biologiques et médicales pour ses recherches sur les systèmes de biologie végétale.